# Odoardo Carasali
Odoardo Carasali (okolo 1710? Pisa – po roce 1736?) byl italský barokní skladatel.

## Život
O životě Odoarda Carasaliho nejsou známy žádné podrobnosti. Narodil se v Pise, ale zřejmě žil a tvořil v Neapoli. V roce 1736 měla v neapolském divadle Teatro della Pace premiéru jeho opera Le'mbroglie p'amorre komponovaná na text Pietro Trinchery v neapolském dialektu.